# Penstemon glaber
Penstemon glaber är en grobladsväxtart som beskrevs av Frederick Traugott Pursh. Penstemon glaber ingår i släktet penstemoner, och familjen grobladsväxter.

## Underarter
Arten delas in i följande underarter:
- P. g. alpinus
- P. g. brandegeei